# Mike Purcell
Mike Purcell (Highlands Ranch, 20 aprile 1991) è un giocatore di football americano statunitense che milita nel ruolo di Nose tackle per i Denver Broncos della National Football League (NFL).

## Carriera universitaria
Purcell al college giocò con i Wyoming Cowboys dal 2010 al 2012. Nel suo anno da senior venne inserito nella formazione ideale della Mountain West Conference.

## Carriera professionistica

### San Francisco 49ers
Dopo non essere stato selezionato nel Draft NFL 2013, Purcell firmò con i San Francisco 49ers il 7 marzo, venendo inserito nella squadra di allenamento. Fece il suo debutto nella stagione 2015, giocando 8 partite di cui 3 come titolare, facendo registrare 15 tackle e un sack.
Nel 2016 Purcell finì la stagione con all'attivo 5 partite giocate come titolare su un totale di 15 apparizioni, facendo registrare 26 tackle e un fumble forzato. Il 2 maggio 2017 venne svincolato dai 49ers.

### Kansas City Chiefs
Il 28 novembre 2017 Purcell firmò con i Kansas City Chiefs, passando l'intera stagione nella squadra di allenamento, prima di essere svincolato il 1º settembre del 2018

### Denver Broncos
Il 22 aprile 2019 Purcell firmò con i Denver Broncos. Nella prima stagione in Colorado giocò 13 partite, registrando un totale di 28 tackle.